# 경원여객 (경기)
경원여객자동차(慶元旅客自動車)는 경기도 안산시의 시내버스 운송 업체이다. 본사는 경기도 안산시 단원구 신원로 138 (성곡동)에 있다. 계열사로는 써클라인, 태화상운, 시흥시의 시내버스 회사인 시흥교통이 있다.

## 역사
- 1979년 9월 28일: 소신여객 반월영업소와 안양영업소를 분리 독립시켜, 경원여객자동차(주) 설립. 본사는 경기도 안양시 호계동 900-12번지에 위치.
- 1986년: 반월지구출장소가 안산시로 승격하면서 교통수요 증가.
- 1988년 11월: 기존의 안양시 면허가 아닌 안산시 면허를 취득
- 1990년 10월: 본사를 경기도 안산시 초지동 627-1번지로 이전[1]
- 1992년: 선부동영업소 개설
- 1993년 7월 1일: 시흥시 대야동에 지점 설치.
- 1994년 5월 9일: 소속 차량 운행 중 인사 사고 발생 7명 사망 30여명 부상
- 1998년 9월: 대한민국 시내버스 업계 최초로 천연가스 버스 시범 운행[2]
- 2002년: 본오동영업소 개설
- 2007년 3월: 계열사 시흥교통 본사의 이전과 동시에 같은 자리에 기존 오이도영업소를 확장공사후 재개설
- 2011년 2월: 용남고속 소속 간선급행버스 8407번을 대체운행개시하였다.
- 2011년 8월: 본사 차고지 내에 천연가스 자가 충전소 설치
- 2014년 3월 31일: 이경덕 대표이사 취임.(민충기-이경덕 2인 대표이사 체제)
- 2015년 11월 25일: 여객운송 사업부문을 신설법인 스마트케엠티주식회사 신설[3]
- 2016년 3월 23일: 소신여객에서 7-4번과 220번 노선을 인수받았다.[4]
- 2016년 9월 1일: 광역버스 3102번 안산 ~ 강남역 구간 개통과 동시에 시내버스 5601번으로 노선변경
- 2017년 6월 23일: 310번 상록수역 ~ 화성 대광A 개통 제부여객과 공동 운행[5]
- 2017년 6월 24일: 300번 중앙역 ~ 대부도 개통 (주말과 공휴일에만 2층버스로 운행)[6]
- 2018년 1월 8일: 9번 선부동 ~ 중앙역 개통[7]
- 2018년 1월 16일: 20번 시흥시청 ~ 반월공단 개통
- 2018년 2월 7일: 10-1번 상록수역 ~ 푸르지오 개통
- 2020년 6월 15일: 8407번 운행 중단
- 2021년 1월 15일: 태화상운 인수
- 2021년 2월: 호계영업소에 전기버스 자가 충전소 설치
- 2021년 12월 15일: 6501번 개통
- 2022년 1월 25일: 51번 안산초등학교 ~ 부곡동산림욕장 개통
- 2022년 5월 16일: 6502번 개통
- 2023년 6월 19일: 8407번 운행 재개

## 현황
2024년 10월 기준이다.
| 운행업체          | 보유 노선수 | 보유 노선수 | 보유 노선수 | 보유 노선수 | 보유 노선수 | 보유 노선수 | 등록 대수 | 등록 대수 | 등록 대수 | 등록 대수 | 등록 대수 | 등록 대수 |
| ----------------- | ----------- | ----------- | ----------- | ----------- | ----------- | ----------- | --------- | --------- | --------- | --------- | --------- | --------- |
| 운행업체          | 노선 합계   | 광역급행    | 직행좌석    | 일반좌석    | 시내일반    | 기타        | 대수 합계 | 광역급행  | 직행좌석  | 일반좌석  | 시내일반  | 기타      |
| 경원여객 (안산시) | 57          | -           | 8           | 2           | 45          | 2           | 354       | -         | 49        | 33        | 261       | 11        |
| 경원여객 (안양시) | 2           | -           | 1           | -           | 1           | -           | 19        | -         | 11        | -         | 8         | -         |
| 경원여객 (시흥시) | 6           | 1           | 4           | -           | -           | 1           | 40        | 13        | 24        | -         | -         | 3         |
| 경원여객 (화성시) | 1           | -           | 1           | -           | -           | -           | 15        | -         | 15        | -         | -         | -         |

## 운영 노선

### 도시형버스
- ● 2번: 안산역 ↔ 초지역 ↔ 반월공단 (구 1번 마을버스)
- ● 3번: 수암동 ↔ 월피동 ↔ 안산터미널 ↔ 중앙역 ↔ 고잔신도시 ↔ 사동푸르지오아파트 (2003년 중순에 314번으로 신설)
- ● 4-1번: 본오아파트 ↔ 상록구청 ↔ 한대앞역 (구 4번 마을버스)
- ● 5번: 반월공단 ↔ 신길지구 ↔ 원곡동 ↔ 선부동 ↔ 선부역
- ● 6번: 화정동 ↔ 와동 ↔ 고잔역 (구 6번 마을버스)
- ● 7번: 양상동 ↔ 월피동 ↔ 중앙역 ↔ 상록구청 (구 70번)
- ● 8번: 안골마을 ↔ 사사동 ↔ 반월역 ↔ 삼천리마을
- ● 8-1번: 사사동 ↔ 반월역 ↔ 삼천리마을 (구 8번 마을버스)
- ● 9번: 선부동 ↔ 와동 ↔ 안산시청 ↔ 중앙역 (2018년 1월 8일 신설)
- ● 9-1번: 선부동 ↔ 땟골 ↔ 화랑유원지 ↔ 안산시청 ↔ 중앙역 (2021년 6월 21일 신설)
- ● 10번: 중앙역 ↔ 안산문화광장 ↔ 사동푸르지오아파트 ↔ 송산그린시티 (2009년 1월 29일 신설)
- ● 10-1번: 상록수역 ↔ 한양대학교 ↔ 사동푸르지오아파트 (2018년 2월 7일 10번 노선 분리 신설)
- ● 13번: 원시역 ↔ 송산그린시티 (2019년 3월 4일 신설)
- ● 16번: 상록수역 ↔ 본오동태영아파트 ↔ 사리역 ↔ 그랑시티자이아파트 ↔ 송산그린시티
- ● 20번: 반월공단 ↔ 안산역 ↔ 신길지구 ↔ 도일시장 ↔ 능곡지구 ↔ 시흥시청 (구 1번, 2018년 1월 16일 신설)
- ● 22번: 시화공단 ↔ 시화지구 ↔ 이마트 시화점 ↔ 안산역 ↔ 원곡동 ↔ 안산시청 ↔ 안산터미널 ↔ 사동 ↔ 상록수역 ↔ 본오동 ↔ 반월역 (2021년 3월 22일 태화상운에서 이관)
- ● 30번: 오이도 ↔ 시화공단 ↔ 시화유통상가 ↔ 경기과학기술대학교 ↔ 시흥소방서 ↔ 정왕역 ↔ 경기스마트고등학교 ↔ 시흥푸르지오6차아파트 ↔ 거모동 ↔ 군자동 ↔ 도일시장 ↔ 안산역 ↔ 원곡동 ↔ 안산시청 ↔ 예술인아파트 ↔ 월피동
- ● 30-2번: 오이도해양단지 ↔ 시화공단 ↔ 시화지구 ↔ 오이도역 ↔ 정왕고등학교 ↔ 안산역 ↔ 원곡동 ↔ 안산시청 ↔ 성포동 ↔ 부곡동 ↔ 수암동 ↔ 목감지구(2018년 7월 11일 노선 연장)
- ● 31-7번: 호계동 ↔ 금정역 ↔ 명학역 ↔ 안양1번가 ↔ 박달동 ↔ 목감동 ↔ 매화동 ↔ 은행동 ↔ 신천역 ↔️ 삼미시장 ↔ 대야동 ↔ 여우고개 ↔ 부천역[9]
- ● 34번: 월곶 ↔ 거모동 ↔ 군자동 ↔ 도일시장 ↔ 신길지구 ↔ 안산역 ↔ 땟골 ↔ 선부동 ↔ 와동 (2008년 6월 20일 33-1번으로 신설[10])
- ● 38번: 매화동 ↔ 은행동 ↔ 신천역 ↔️ 삼미시장 ↔ 대야동 ↔ 여우고개 ↔ 부천역[9]
- ● 50번: 그랑시티자이아파트 ↔ 사동푸르지오아파트 ↔ 안산문화광장 ↔ 중앙역 ↔ 안산터미널 ↔ 월피동 ↔ 부곡동 ↔ 수암동 ↔ 목감동 ↔ 광명역 (구 300번, 2016년 9월 1일 일반좌석버스에서 도시형버스로 형간전환. 구 5601번)
- ● 51번: 안산초등학교 ↔ 부곡동산림욕장
- ● 52번: 반월공단 ↔ 안산역 ↔ 원곡동 ↔ 안산시청 ↔ 성포동 ↔ 안산터미널 ↔ 한대앞역 ↔ 일동 ↔ 상록수역 ↔ 본오동
- ● 55번: 오이도 ↔ 시화공단 ↔ 시화지구 ↔ 이마트 시화점 ↔ 안산역 ↔ 원곡동 ↔ 초지역 ↔ 신안산대학교 ↔ 고잔신도시 ↔ 사동 ↔ 상록수역 ↔ 본오동
- ● 61번: 부천터미널 ↔ 부천시청역 ↔ 신중동역 ↔ 부천대학교 ↔ 부천역 ↔ 여우고개 ↔ 대야동 ↔ 삼미시장 ↔️ 신천역 ↔ 미산동입구 ↔ 신현역 ↔ 연성지구 ↔ 시흥시청역 ↔ 장곡동 ↔ 군자동 ↔ 도일시장 ↔ 신길지구 ↔ 안산역 ↔ 반월공단
- ● 62번: 배곧한라비발디아파트 ↔️ 배곧생명공원 ↔️ 오이도역 ↔ 시화지구 ↔ 시흥소방서 ↔ 경기스마트고등학교 ↔ 안산역 ↔ 원곡동 ↔ 선부동 ↔ 와동 ↔ 고잔초등학교 ↔ 안산시청 ↔ 안산터미널 ↔ 중앙역 ↔ 사동 ↔ 본오동
- ● 66번 : 반월공단 ↔ 안산역 ↔ 원곡동 ↔ 안산시청 ↔ 안산터미널 ↔ 한대앞역 ↔ 일동 ↔ 상록수역 ↔ 본오동 ↔ 반월역
- ● 71번: 반월공단 ↔ 신안산대학교 ↔ 고잔신도시 ↔ 중앙역 ↔ 사동 ↔ 상록수역 ↔ 일동 ↔ 안산중앙병원
- ● 71-1번: 반월공단 ↔ 신안산대학교 ↔ 고잔신도시 ↔ 중앙역 ↔ 사동 ↔ 상록수역 ↔ 일동 ↔ 안산중앙병원
- ● 72번: 상록수역 ↔ 일동 ↔ 안산중앙병원 (2024년 2월 5일 신설)
- ● 76번: 거모동 ↔ 군자동 ↔ 도일시장 ↔ 신길지구 ↔ 안산역 ↔ 원곡동 ↔ 신안산대학교 ↔ 고잔신도시 ↔ 중앙역 ↔ 한대앞역 ↔ 일동 ↔ 상록수역 ↔ 본오동 (2002년 중순 신설)
- ● 77번: 선부동 ↔ 초지역 ↔ 신안산대학교 ↔ 고잔신도시 ↔ 중앙역 ↔ 서울예술대학교 ↔ 월피동 ↔ 부곡동
- ● 80C번: 본오아파트 ↔ 그랑시티자이아파트 ↔ 사동푸르지오아파트 ↔ 안산문화광장 ↔ 중앙역 ↔ 한대앞역 ↔ 상록수역 (72번 대체 노선, 2011년 1월 3일 신설, 2023년 5월 8일 88번에서 번호 변경 및 노선 연장)[11]
- ● 90번: 삼천리마을 ↔ 반월역 ↔ 반월도금단지 ↔ 사리역 ↔ 상록수역
- ● 97번: 선부동 ↔ 달미역 ↔ 선부역 ↔ 고잔역 ↔ 사동푸르지오아파트
- ● 98번: 오이도 ↔ 시화공단 ↔ 반월공단 ↔ 안산역 ↔ 원곡동 ↔ 선부동 ↔ 와동 ↔ 고잔역 ↔ 고잔신도시 ↔ 사동푸르지오아파트 ↔ 그랑시티자이아파트 (2003년 중순 신설)
- ● 99번: 오이도 ↔ 배곧한라비발디아파트 ↔️ 시화지구 ↔ 이마트 시화점 ↔ 안산역 ↔ 원곡동 ↔ 안산시청 ↔ 안산터미널 ↔ 사동 ↔ 상록수역 ↔ 본오동 ↔ 팔곡동 ↔ 반월역
- ● 99-1번: 송산그린시티 ↔ 그랑시티자이아파트 ↔ 사동푸르지오아파트 ↔ 고잔신도시 ↔ 고잔역 ↔ 안산시청 ↔ 안산터미널 ↔ 중앙역 ↔ 선경아파트 ↔ 월피동 ↔ 부곡동 ↔ 일동 ↔ 상록수역 ↔ 본오동
- ● 101번: 반월공단 ↔ 원시역 ↔ 안산역 ↔ 원곡동 ↔ 초지역 ↔ 선부동 ↔ 와동 ↔ 안산시청 ↔ 중앙역 ↔ 한대앞역 ↔ 상록수역 ↔ 본오동
- ● 122번: 반월공단 ↔ 신안산대학교 ↔ 초지역 ↔ 안산문화광장 ↔ 호수공원 ↔ 시화MTV ↔ 시화방조제 ↔ 방아머리 ↔ 대부도
- ● 171번: 서울예술대학교 ↔ 중앙역 ↔ 한대앞역 ↔ 상록수역 ↔ 안산대학교 (2025년 6월 11일 신설)
- ● 310번: 안산대학교 ↔ 상록수역 ↔ 본오동 ↔ 반월도금단지 ↔ 야목리 ↔ 비봉 ↔ 남양 ↔️ 화성시청 ↔️ 대광아파트 (2017년 6월 23일 신설) <제부여객과 공동 배차 운행>
- ● 350번: 오이도해양단지 ↔ 시화공단 ↔ 시화유통상가 ↔ 안산역 ↔ 원곡동 ↔ 안산시청 ↔ 성포동 ↔ 월피동 ↔ 부곡동 ↔ 수암동 ↔ 목감동 ↔ 박달동 ↔ 안양1번가 ↔ 호계동 (2013년 11월 11일 일반좌석버스에서 도시형버스로 형간전환)
- ● 500번: 고잔역 ↔ 고잔신도시 ↔ 반월공단 (2011년 10월 17일 신설)[12]
- ● 501번: 반월공단 - 초지역 - 원곡동 - 동명아파트 - 한양프라자 - 석수골 - 선부고등학교 - 원곡고등학교 - 안산역 - 반월공단 (시계반대방향 501A, 시계방향 501B) (2008년 6월 20일 신설)[10]
- ● 511번: 반월공단 ↔ 안산역 ↔ 원곡동 ↔ 선부동 ↔ 달미역 (2006년 6월 26일 운행 개시)[13]

### 일반좌석버스
- ● 301번: 본오동 ↔ 사동 ↔ 상록수역 ↔ 일동 ↔ 부곡동 ↔ 수암동 ↔ 목감동 ↔ 광명사거리역 ↔ 개봉역 ↔ 구일역 ↔ 구로역 ↔ 신도림역 ↔ 영등포역 ↔ 여의도환승센터[14]
- ● 320번: 반월공단 ↔ 안산역 ↔ 원곡동 ↔ 선부동 ↔ 와동 ↔ 월피동 ↔ 부곡동 ↔ 수암동 ↔ 목감동 ↔ 광명사거리역 ↔ 개봉역 ↔ 구일역 ↔ 구로역 ↔ 신도림역 ↔ 영등포역 ↔ 여의도환승센터[14]

### 직행좌석버스
- ● 1100번: 선부동 ↔ 와동 ↔ 자유센터 ↔ 안산문화광장 ↔ 경기테크노파크 ↔ 팔곡동 ↔ 대명고등학교 ↔ 서수원터미널 ↔ 수원역 (2007년 5월 10일 운행개시)[15][14] (이전에 용남고속이 운행하던 노선이다.)
- ● 1200번: 원시역 ↔ 시우역 ↔ 신안산대학교 ↔ 사동푸르지오아파트 ↔ 그랑시티자이아파트 ↔ 야목역 ↔ 고색역 ↔ 수원역 (구 707-1번 2025년 7월1일부터 노선변경 및 번호변경)
- ● 3100번: 신안산대학교 ↔ 고잔신도시 ↔ 상록수역 ↔ 반월동 ↔ 대야미역 ↔ 당정동 ↔ 고천동 ↔ 과천봉담도시고속화도로 <의왕요금소> ↔ 우면산로 ↔ 우면산터널 →서초역→교대역→강남역→양재역→양재시민의숲역→ 과천봉담도시고속화도로 <의왕요금소> (이하역순)(2007년 10월 15일 신설)[16]
- ● 3101번: 신안산대학교 ↔ 고잔신도시 ↔ 상록수역 ↔ 반월동 ↔ 대야미역 ↔ 군포역 ↔ 산본역 ↔ 산본 나들목 ↔ 수도권제1순환고속도로 ↔ 학의 분기점 ↔ 과천봉담도시고속화도로 ↔ 우면산로→서초역→교대역→강남역→양재역→양재시민의숲역→ 과천봉담도시고속화도로 <의왕요금소> (이하역순)(2010년 5월 24일 신설)[17]
- ● 3102번: 송산그린시티 ↔ 그랑시티자이아파트 ↔ 사동푸르지오아파트 ↔ 한양대학교 안산캠퍼스 ↔ 상록수역 ↔ 수인산업도로 ↔ 학의 분기점 ↔ 과천봉담도시고속화도로 <의왕요금소> ↔ 우면산로 ↔ 우면산터널→서초역→교대역→강남역→양재역→양재시민의숲역→ 과천봉담도시고속화도로 <의왕요금소> (이하역순)(2016년 9월 1일 신설)
- ● 3103번: 본오동 ↔ 그랑시티자이아파트 ↔ 사동푸르지오아파트 ↔ 안산문화광장 ↔ 중앙역 ↔ 안산터미널 ↔ 성포동 ↔ 월피동 ↔ 부곡동 ↔ 수암동 ↔ 목감동 ↔ 목감 나들목 ↔ 서해안고속도로 ↔ 조남 분기점 ↔ 수도권제1순환고속도로 ↔ 판교 분기점 ↔ 판교 나들목 ↔ 화랑공원 ↔ 금토천교 ↔ 삼평교 ↔ 판교제2테크노밸리 ↔ 나라기록관(2024년 1월 2일 신설)
- ● 3401번: 이마트 시화점 ↔ 시화지구 ↔ 배곧한라비발디아파트 ↔ 배곧중심상가 ↔ 월동지구 ↔ 시흥시청역 ↔ 연성 나들목 ↔ 제3경인고속화도로 ↔ 목감 나들목 ↔ 서해안고속도로 → 광명역 나들목 → 광명역 → 석수역 → 석수 나들목 → 제2경인고속도로 → 일직 분기점 → 서해안고속도로 (이하역순)(2024년 8월 1일 신설)
- ● 3402번: 이마트 시화점 ↔ 시화지구 ↔ 배곧한라비발디아파트 ↔ 배곧중심상가 ↔ 정왕 나들목 ↔ 제3경인고속화도로 ↔ 도리 분기점 ↔ 수도권제1순환고속도로 ↔ 판교 분기점 ↔ 판교 나들목 ↔ 화랑공원 ↔ 금토천교 ↔ 삼평교 ↔ 판교제2테크노밸리 ↔ 나라기록관(2024년 6월 1일 신설)
- ● 5609번: 그랑시티자이아파트 ↔ 사동푸르지오아파트 ↔ 안산문화광장 ↔ 자유센터 ↔ 스타프라자 ↔ 월피동 ↔ 부곡동 ↔ 수암동 ↔ 목감동 ↔ 목감 나들목 ↔ 서해안고속도로 ↔ 일직 분기점 ↔ 제2경인고속도로 ↔ 석수 나들목 ↔ 석수역 ↔ 구로디지털단지역 ↔ 보라매역 ↔ 여의도역 ↔ 여의도환승센터 (2016년 7월 15일 광역급행버스 M5609번에서 형간전환)[18]
- ● 6501번: 시흥능곡역 - 시흥시청역 - 목감호반더레이크 - 목감중심상업지구 - 목감지하차도입구 - 사당역
- ● 6502번: 이마트 시화점 - 시화지구 - 배곧한라비발디아파트 - 배곧생명공원 - 배곧중심상가 - 사당역
- ● 7070번: 반월공단 ↔ 안산역 ↔ 원곡동 ↔ 안산시청 ↔ 안산터미널 ↔ 상록수역 ↔ 서수원터미널 ↔ 수원역

### 광역급행버스
- ● M6410번: 미추홀외국어고등학교 ↔ 한화에코메트로 9.10단지 ↔ 한화에코메트로 11.12단지 ↔ 청능로사거리, 인천논현역 ↔ 논현 10.11단지 단풍마을 ↔ 월곶 풍림아파트 상가 ↔ 정왕 나들목 ↔ 제3경인고속화도로 ↔ 도리 분기점 ↔ 수도권제1순환고속도로 ↔ 학의 분기점 ↔ 과천봉담도시고속화도로 ↔ 선바위역 → 우면산로 → 우면산터널 → 서초역 → 교대역 → 강남역 → 양재역 → 양재시민의숲역 → 선바위역(이하 역순) (2011년 1월 31일 신설)[9]

### 경기순환버스
- ● 8407번: 호계동 ↔ 범계역 ↔ 안양1번가 ↔ 수도권제1순환고속도로 <시흥요금소, 김포요금소> ↔ 백석역 ↔ 마두역 ↔ 주엽역 ↔ 대화역 (2011년 2월 21일 운행 개시, 2020년 6월 15일 운행중단, 2023년 6월 19일 운행 재개)[9](이전에 용남고속이 운행하던 노선이다.)

### 기타
- 안산똑버스01
- 안산똑버스02
- 시흥 광역콜버스

## 과거 노선
도시형버스
- ● 1번: 반월공단 ↔ 안산역 ↔ 신길지구 ↔ 도일시장 ↔ 능곡지구 ↔ 연성동 ↔ 포동3거리 ↔ 미산동입구 ↔ 삼미시장 ↔ 대야동 ↔ 여우고개 ↔ 서울신학대학교 ↔ 부천역 ↔ 중동역 ↔ 송내역 ↔ 부천터미널 (2013년 8월 5일부터 일반좌석버스에서 도시형버스로 형간전환) (2018년 1월 16일 폐선)
- ● 2-1번: 안산역 ↔ 선부2동 ↔ 선부3동 ↔ 선부동차고지 (구 2번 마을버스) (2017년 8월 15일 폐선)
- ● 7-4번: 상동 ↔ 송내역 ↔ 복사골문화센터 ↔ 경기국제통상고등학교 ↔ 부천시청역 ↔ 은하마을 ↔ 덕유마을 ↔ 부천테크노쌍용3차 ↔ 오정동 ↔ OBS ↔ 오쇠동 ↔ 김포국제공항[9](2016년 3월 23일부터 소신여객으로부터 양도받은 노선이다.) (2016년 6월 27일 폐선)
- ● 27번: 능곡동 - 시흥고 - 물왕저수지 - 목감동 - 범고개 - 박달동 - 안양1번가 - 금정역 - 군포역 - 대야미 - 반월역 (개통 예정이었으나 철회, 32번과 통합)
- ● 30-1번: 구지정 - 도일 - 안산역 - 라성 - 상록수역 - 본오아파트
- ● 30-3번: 시화공단 - 시화지구 - 거모동 - 안산역 - 월피동 (2007년 8월 14일 30번에 통합)[19]
- ● 30-7번: 연성지구 ↔ 시흥시청역 ↔️ 시흥시청 ↔ 장곡동 ↔ 군자동 ↔ 도일시장 ↔ 신길지구 ↔ 안산역 ↔ 원곡동 ↔ 안산시청 ↔ 월피동 <이 노선은 태화상운과 공동 배차 운행 했었다.> (2018년 7월 18일 1년간 운행 중지)
- ● 구 31번: 호계동 ↔ 안양1번가 ↔ 박달동 ↔ 목감동 ↔ 신천동 ↔ 대야동 ↔ 부천역[9]
- ● 31번: 중앙역 ↔ 본오동 ↔ 상록수역 ↔ 한대앞역 ↔ 성포동 ↔ 월피동 ↔ 수암동 (2009년 1월 2일 신설)[20]
- ● 31-1번: 서울대공원 - 과천 - 인덕원 - 안양일번가 - 박달동 - 목감 - 신천동 - 부천역[9]
- ● 31-2번: 부천역 - 은행동 복지아파트
- ● 31-3번: 능곡지구 ↔ 연성지구 ↔ 포동 ↔ 미산동 입구 ↔ 삼미시장 ↔ 대야동 ↔ 여우고개 ↔ 부천역[9](시흥교통에 양도)
- ● 31-5번: 포동 ↔ 방산동 ↔ 삼미시장 ↔ 여우고개 ↔ 소사본1동 ↔ 부천역[9](시흥교통에 양도)
- ● 31-6번: 부천역 - 계수동
- ● 31-6번: 상록수역 - 동호상가 - 대야미 - 용호고 - 금정터널 - 산본3단지 - 산본역 - 우방아파트 - 산본시장 - 금정역 (개통 예정이었으나 철회)
- ● 31-8번: 호계동 - 안양일번가 - 박달동 - 목감 - 금이동[9][21]
- ● 31-9번: 미산동 ↔ 금바위 ↔ 삼미시장 ↔ 여우고개 ↔ 소사본1동 ↔ 부천역[9](시흥교통에 양도)
- ● 32번: 호계동 ↔ 안양1번가 ↔ 박달동 ↔ 논곡동 ↔ 목감동 ↔ 목감지구 ↔ 물왕동 ↔ 연성동 ↔ 시흥시청역 ↔️ 능곡지구 ↔ 시흥시청 ↔ 장곡동 ↔ 월곶 (2012년 7월부터 2016년 5월까지는 호구포역까지 운행하였다.)[9](2019년 12월 7일 시흥교통에 양도.)
- ● 32-1번: 소래포구 - 광명역
- ● 32-2번: 구 월곶동 - 안양영업소 (현재 32번으로 변경. 인천 호구포로 연장운행)
- ● 33번: 본오아파트 ↔ 그랑시티자이아파트 ↔ 사동푸르지오아파트 ↔ 고잔신도시 ↔ 신안산대학교 ↔ 초지역 ↔ 안산역 ↔ 선부동 ↔ 월피동 ↔ 성포동 ↔ 한대앞역 ↔ 일동 ↔ 상록수역 ↔ 본오동 (2005년 6월 17일 신설[22])
- ● 구 35번: 월곶동 ↔ 거모동 ↔ 안산역 ↔ 선부동 ↔ 중앙동 ↔ 중앙역 ↔ 월피동 ↔ 양상동 ↔ 안산동 ↔ 목감동 ↔ 안양역 ↔ 명학역 ↔ 호계동 (지금 35번의 원래노선)
- ● 35번: 호계동 ↔ 안양1번가 ↔ 박달동 ↔ 목감동 ↔ 수암동 ↔ 월피동 ↔ 안산터미널 ↔ 중앙역
- ● 60번: 오이도 - 역곡역
- ● 62-1번: 본오 아파트 - 사동 아파트 단지 - 한대앞역 - 성안중학교, 성안고등학교 - 고잔고등학교 - 안산시청 - 라성 - 안산역 - 시화공업고등학교 - 동남아파트 - 환경사업소 (2005년 폐선)
- ● 65번: 화정동 - 초지동 (마을버스 6번 신설과 동시에 폐선)
- ● 71-2번: 사동푸르지오아파트 ↔ 고잔신도시 ↔ 중앙역 ↔ 사동 ↔ 상록수역 ↔ 안산대학교
- ● 72번: 본오아파트 - 사동 대우아파트 - 호수공원 - 안산시청 - 중앙역 (2006년 3월 ~ 2011년 1월 3일, 1회 성안고등학교 경유)[11][23]
- ● 75번: 본오아파트 - 고려선원 앞 - 상록구청 - 석호초등학교 - 성안중학교 - 한대앞역 - 중앙역 - 고잔동 (마을버스 4번 등장으로 폐선)
- ● 78번: 사동 대우6.7.9차 아파트 ↔ 성안고등학교 ↔ 한대앞역 ↔ 사2동 주민센터 ↔ 본오아파트 (2005년 9월 12일 ~ 2013년 11월 1일) (10번이 중앙역으로 연장되면서 이 구간을 대체운행하고 있다.)
- ● 78-1번: 시곡중학교 - 경기테크노파크 - 사동푸르지오아파트 - 중앙역 (88번 차량으로 평일 통학시간에만 운행)
- ● 80번: 시흥경찰서 - 과림동[9](현재 시흥교통 26번 노선이 대체운행)
- ● 구 88-1번: 중앙역 - 25시광장 - 호수공원 - 경기테크노파크 (안산국제거리극축제 기간에만 운행하는 임시 노선이다)
- ● 88-1번: 사리역 ↔ 그랑시티자이아파트 ↔ 안산문화광장 ↔ 중앙역 (2020년 11월 2일 신설, 2021년 1월 1일 폐선)
- ● 97번: 능곡동 ↔ 화정동 ↔ 선부동 ↔ 고잔역 ↔ 사동 푸르지오 6 · 7 · 9단지 (2009년 11월 5일 신설[24], 시흥교통으로 이관)
- ● 99-2번: 본오동 - 주공 18단지 (2003년 99-1번에 통합됨)
- ● 220번: 소사동 ↔ 서울신학대학교 ↔ 부천역 ↔ 부천대학교 ↔ 신중동역 ↔ 춘의역 ↔ 도당4거리 ↔ 내동 ↔ 부천 나들목 ↔ OBS ↔ 대장동입구 ↔ 오쇠동 ↔ 김포국제공항[9] (2016년 3월 23일 소신여객에서 이관받음. 2018년 3월 24일 운행 중단)[9]
- ● 315번: 본오아파트 - 시곡중 - 성안고등학교 - 중앙역 - 양지고등학교 - 초지고등학교 - 안산공대
- ● 502번: 노적봉 폭포 ↔ 성포동 ↔ 중앙역 ↔ 고잔신도시 ↔ 시화호 갈대습지공원[25]
- ● 구 511번: 중앙역 - 고잔역 - 고잔그린빌 - 이마트 - 반월공업단지 (별망성지) (2005년 경 (11월 26일까지) 운행)[26]

좌석버스
- ● 2번: 본오아파트 - 부천남부역 (당시 40분 간격)
- ● 300번: 오이도 - 안산시청 - 목감 - 광명사거리 - 영등포역[27]
- ● 5601번: 반월공단 ↔ 안산역 ↔ 원곡동 ↔ 안산시청 ↔ 부곡동 ↔ 수암동 ↔ 목감동 ↔ 광명역 ↔ 광명역 나들목 ↔ 서해안고속도로 ↔ 일직 분기점 ↔ 제2경인고속도로 ↔ 석수 나들목 ↔ 석수역 ↔ 구로디지털단지역 ↔ 보라매역 ↔ 여의도역 ↔ 여의도환승센터 (2004년 4월 1일 신설, 구 300번, 2016-09-01일부로 노선단축 및 시내버스 5601번 형간전환, 2019년 10월 1일 50번으로 변경)

직행좌석버스
- ● 3000-1번: 수원역 - 강남역[9] (용남고속 3000번과 동일. 2007년 7월~10월 임시 운행)
- ● 300번: 중앙역 ↔ 자유센터 ↔️ 안산역 ↔ 이마트 시화점 ↔️ 시화지구 ↔ 시화방조제 ↔️ 방아머리 ↔️ 대부도 (2015년 1월 31일 ~ 2월 8일 시범 운행. 2017년 6월 24일 ~ 2024년 11월 30일까지 주말 및 공휴일 운행)

## 사업장 현황
- 본사 : 경기도 안산시 단원구 신원로 138 (성곡동)
- 안양영업소 : 경기도 안양시 동안구 시민대로 109 (호계동)
- 부천영업소 : 경기도 부천시 경인로 246-1 (심곡본동)
- 본오영업소 : 경기도 안산시 상록구 오목로 156 (본오동)
- 오이도영업소 : 경기도 시흥시 서해안로 81-30 (정왕동)
- 선부동영업소 : 경기도 안산시 단원구 선이로 48 (선부동)

## 현재 보유 차종

#### 자일대우버스[28]
- 자일대우 NEW BS106
- 자일대우 FX116 하모니

#### 현대자동차
- 현대 카운티
- 현대 그린시티
- 현대 뉴 슈퍼 에어로시티
- 현대 저상 뉴 슈퍼 에어로시티
- 현대 블루시티
- 현대 일렉시티
- 현대 일렉시티 타운
- 현대 일렉시티 이층버스
- 현대 유니시티
- 현대 유니버스 스페이스 엘레강스
- 현대 뉴 프리미엄 유니버스 엘레강스
- 현대 뉴 프리미엄 유니버스 스페이스 럭셔리
- 현대 뉴 프리미엄 유니버스 프라임

#### MAN
- MAN 라이온스 더블데커

## 갤러리

안산시내버스 33번
안산시내버스 33-1번
안산시내버스 98번
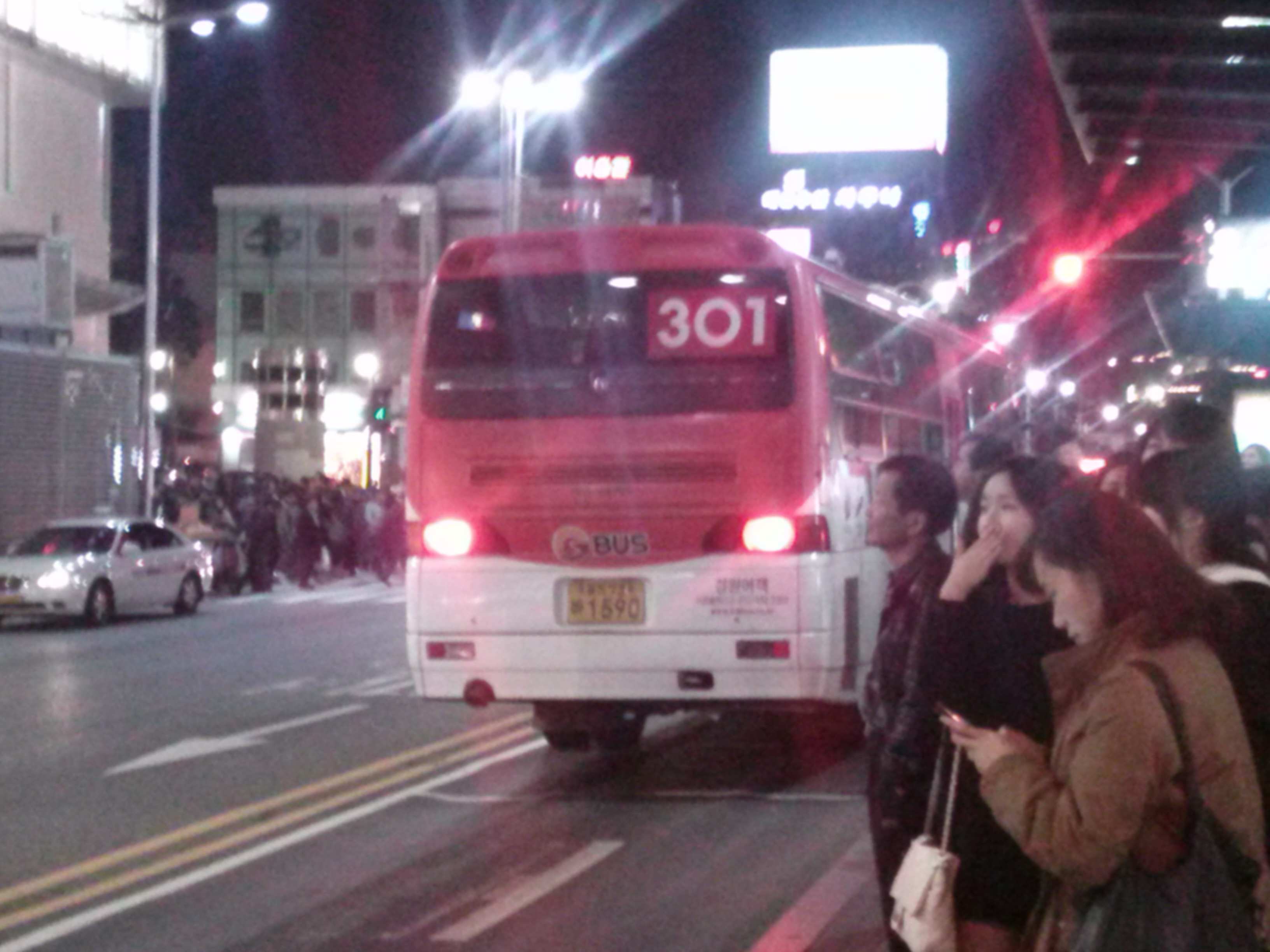
안산시내버스 301번
안산시내버스 320번
안산시내버스 501번
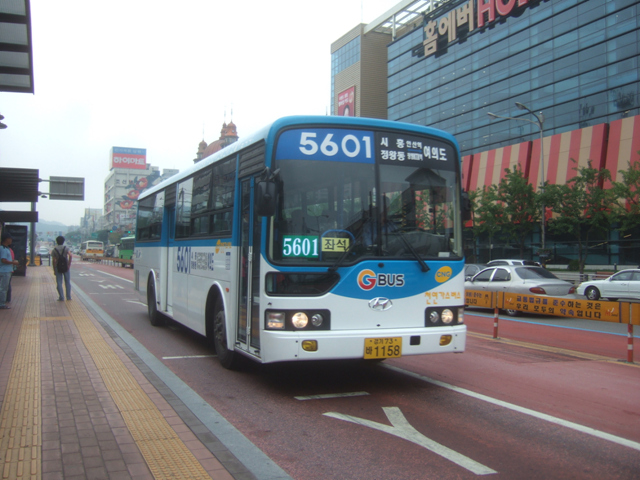
안산시내버스 5601번
국토교통부의 광역급행버스 M6410번
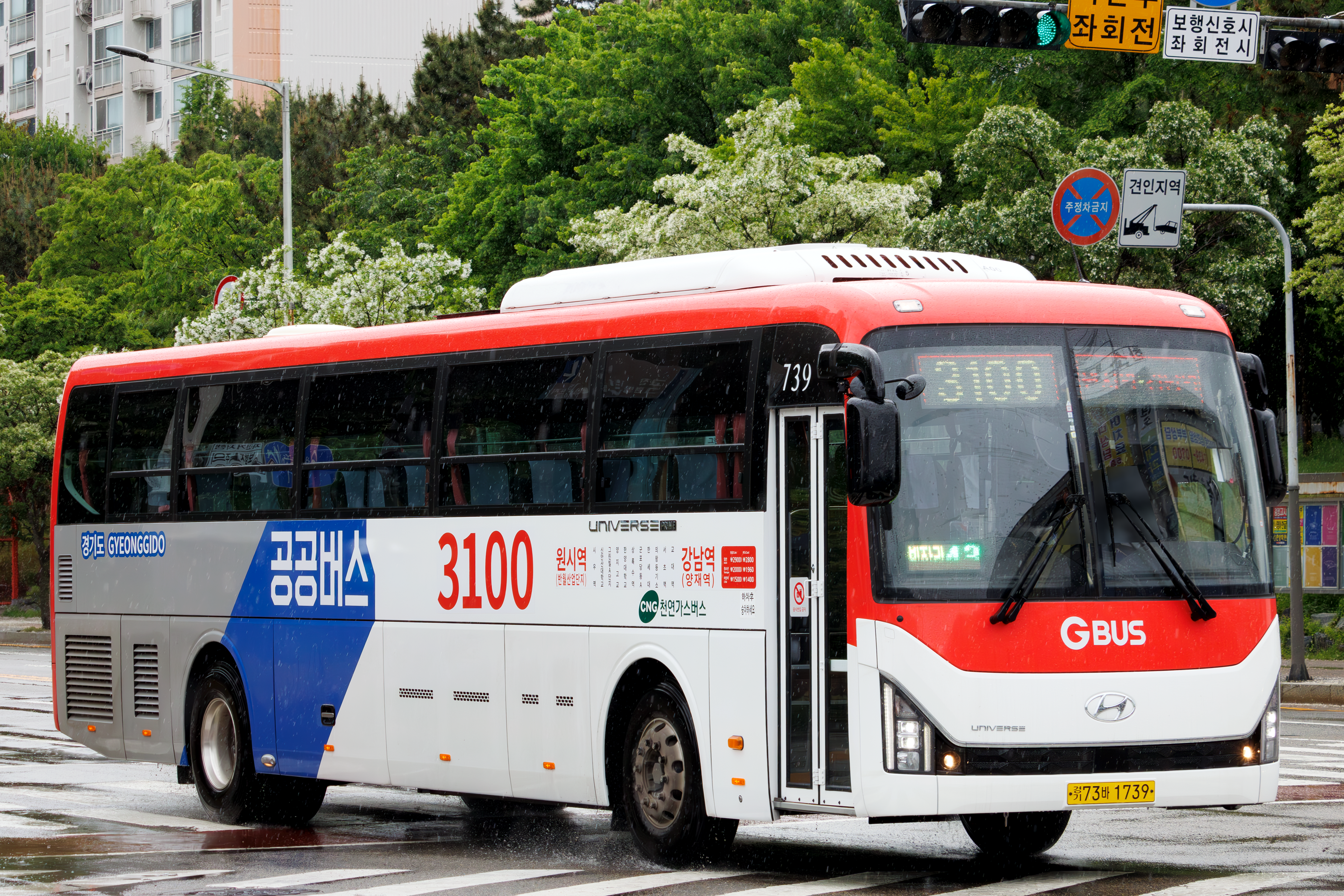
안산시내버스(직행좌석버스) 3100번
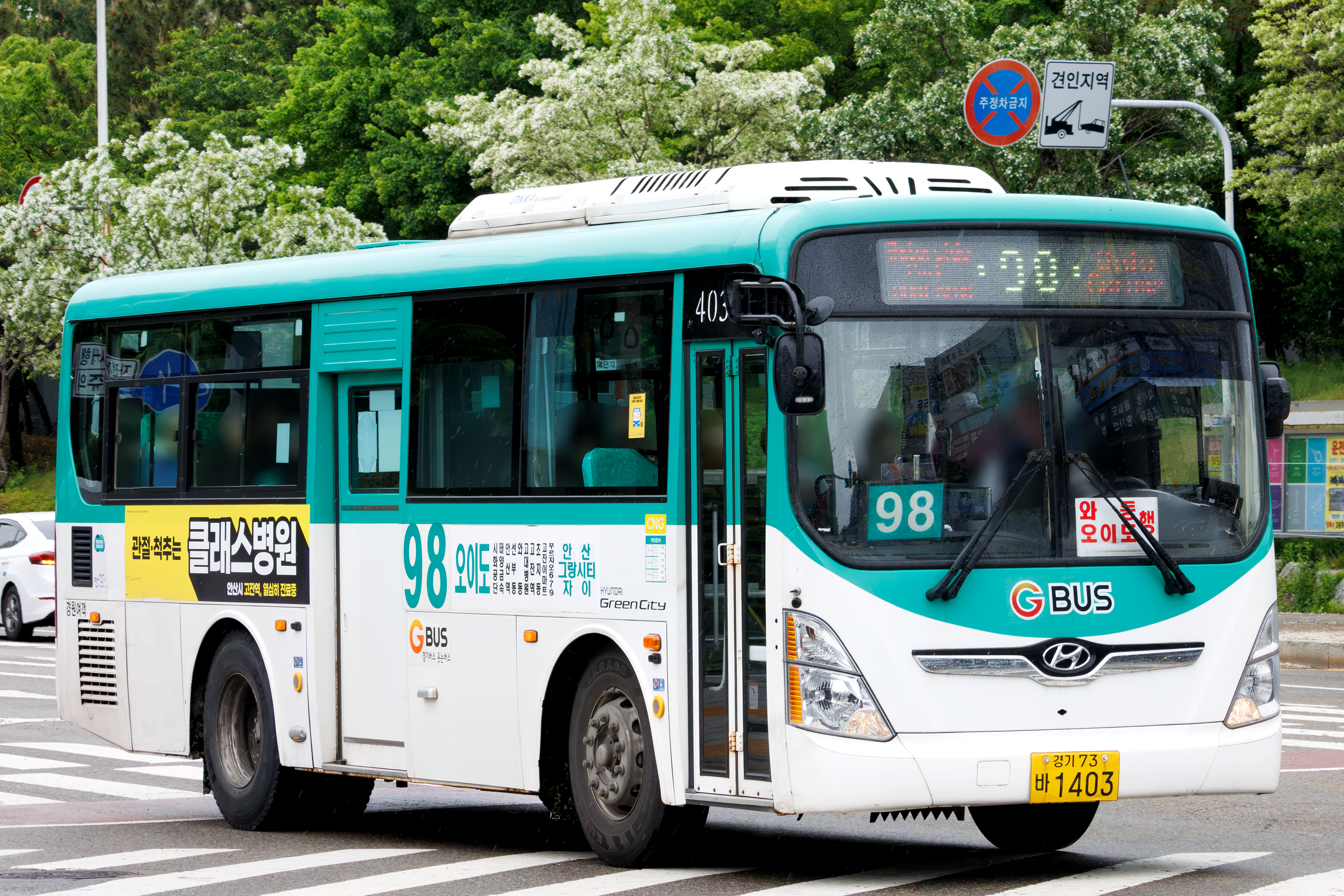
안산시내버스 98번
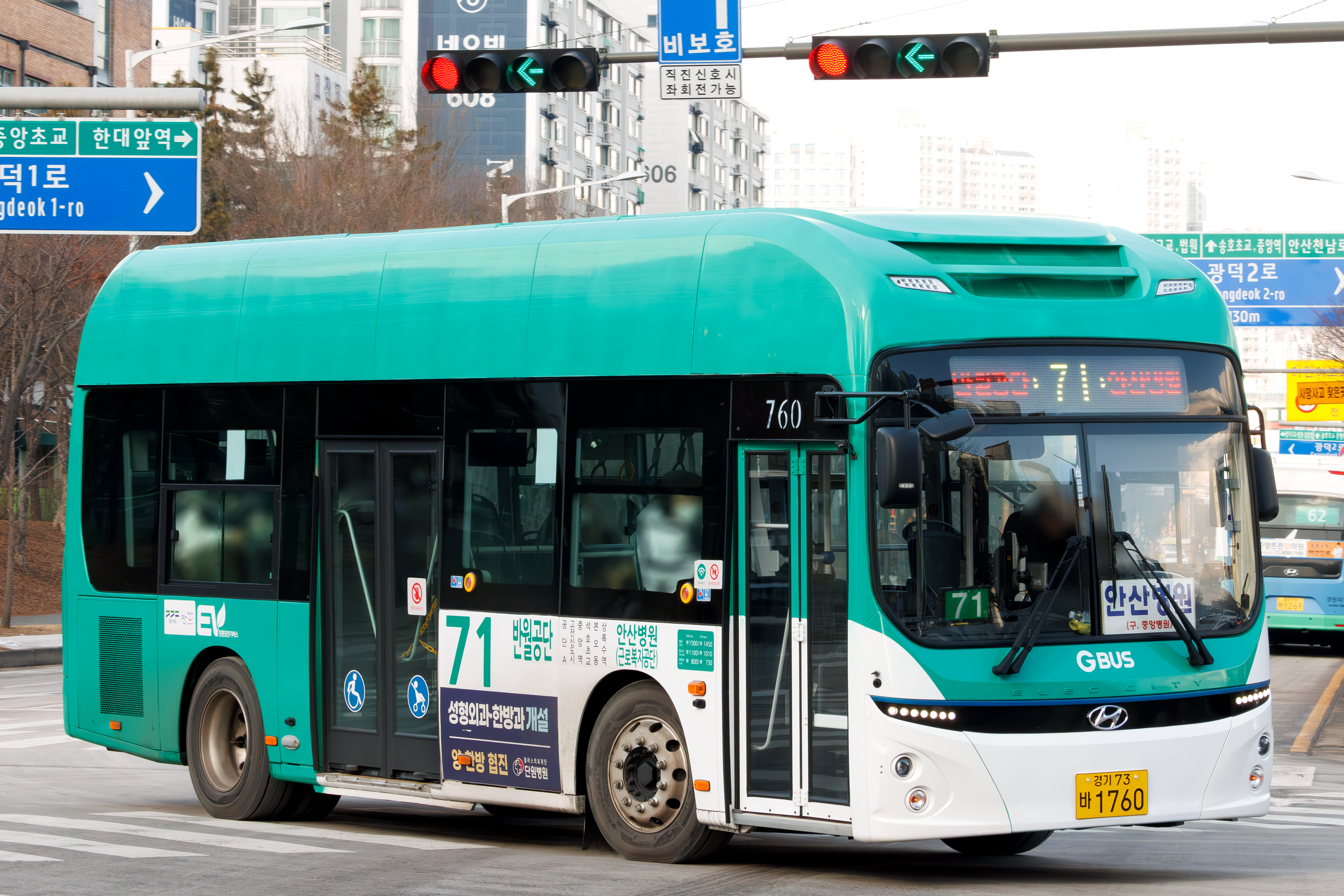
안산시내버스 71번

## 같이 보기
- 시흥교통
- 태화상운
- 써클라인